# بیل آکمن
ویلیام آلبرت آکمن (متولد ۱۱ مارس ۱۹۶۶), ملقب به بیل اکمن یک سرمایه‌گذار آمریکایی و مؤسس شرکت Pershing Square Capital Management می‌باشد . او خود را یک فعال سرمایه گذار می‌داند. وی بنیانگذار شرکت پرشینگ اسکوئر می‌باشد.

## نیکوکاری
بیل اکمن به مراکز خیریه کمک‌های فراوانی کرده‌است.

## دیدگاه‌های شخصی

### حمایت از اسرائیل
بیل اکمن از اقدامات اسرائیل در جنگ غزه به‌طور علنی حمایت کرده است.
در ۸ اکتبر ۲۰۲۳، پس از حمله حماس در ۷ اکتبر به اسرائیل، چندین گروه دانشجویی مقطع کارشناسی در هاروارد نامه‌ای امضا کردند که در آن، اظهارات مقامات اسرائیلی درباره «گشودن دروازه‌های جهنم» در نوار غزه محکوم شده بود. این نامه سیاست‌های آپارتاید اسرائیل را عامل جنگ دانسته و غزه را «زندان روباز» خوانده بود. در این نامه از دانشگاه هاروارد خواسته شده بود برای توقف نسل‌کشی در غزه اقدام کند.
در پاسخ، اکمن خواستار انتشار نام امضاکنندگان این نامه شد تا از استخدام ناخواسته آن‌ها توسط شرکت خود و دیگر شرکت‌ها جلوگیری کند. او نوشت: «نباید بتوان پشت سپر یک شرکت پنهان شد و از اقدامات تروریستی حمایت کرد. این اسامی باید علنی شوند تا دیدگاه‌هایشان برای عموم روشن باشد.»
موضع اکمن با حمایت دیگر مدیران عامل مانند جاناتان نیمن روبه‌رو شد.
با این حال، رئیس پیشین هاروارد، لارنس سامرز، درخواست اکمن را «مک‌کارتیسم» خواند.
اکمن عضو یک گروه چت واتساپی متشکل از رهبران نظامی اسرائیل و مدیران برجسته آمریکایی بود که هدف آن «تغییر روایت» به نفع اسرائیل با نمایش «جنایت‌های حماس» و کمک به اسرائیل برای پیروزی در جنگ تبلیغاتی در آمریکا بود.
روزنامه واشینگتن پست در ۱۶ مه ۲۰۲۴ این موضوع را گزارش داد. اعضای گروه، گزارش کردند که جلسات خصوصی با مقامات اسرائیلی از جمله نفتالی بنت، بنی گانتز و مایکل هرتزوگ داشتند.
اکمن در همکاری با دولت اسرائیل، در برگزاری نمایش مستندی با عنوان «شهادت بر کشتار ۷ اکتبر» نقش داشت که شامل فیلم‌هایی از اقدامات حماس در آن روز بود. این فیلم در نیویورک و با کمک اکمن در دانشگاه هاروارد نیز نمایش داده شد.
اعضای همان گروه در آوریل ۲۰۲۴ با اریک آدامز، شهردار نیویورک، تماس ویدئویی داشتند تا طبق گزارش «واشینگتن پست»، «برای ورود پلیس به دانشگاه کلمبیا جهت سرکوب اعتراضات طرفدار فلسطین در دانشگاه کلمبیا ۲۰۲۴» فشار بیاورند. همچنین دربارهٔ کمک مالی سیاسی به آدامز بحث شد.
سخنگوی اکمن گفت که او از ۱۰ ژانویه ۲۰۲۴ دیگر در گروه فعال نبوده و هرچند که «آدامز را دوست دارد و از او حمایت می‌کند»، ولی هرگز دربارهٔ اعتراضات کلمبیا با او گفت‌وگو یا به کارزارش کمک مالی نکرده است.
در نوامبر ۲۰۲۳، اکمن از ایلان ماسک دفاع کرد؛ پس از آنکه ماسک پست‌های یهودستیزانه یک کاربر ایکس را تأیید کرده بود که ادعا کرده بود «جوامع یهودی» از «هجوم اقلیت‌ها» و «نفرت دیالکتیکی علیه سفیدپوستان» حمایت کرده‌اند. اکمن این را «اظهار نظری احساسی» توصیف کرد.
همان ماه، اکمن کارزاری برای برکناری کلودین گی، رئیس دانشگاه هاروارد، به‌راه انداخت و پاسخ او به یهودستیزی را «ناکافی» دانست و او را به سرقت علمی نیز متهم کرد.
در ۳ ژانویه ۲۰۲۴، رسانهٔ بیزینس اینسایدر گزارش داد که نری آکسمن، همسر اکمن، بخش‌هایی از رساله دکتری خود را کپی کرده است. یک روز بعد، آکسمن بابت «خطاهای ارجاع‌دهی» عذرخواهی کرد.
در پاسخ، اکمن وعده داد که بررسی سرقت علمی برای تمام استادان ام‌آی‌تی، از جمله سالی کورنبلات، رئیس این دانشگاه را آغاز خواهد کرد؛ کسی که همراه با گی در جلسه استماع کنگره درباره یهودستیزی در دانشگاه‌ها (۲۰۲۳) حاضر شده بود.
در ۱۴ ژوئن ۲۰۲۵، اکمن در شبکه اجتماعی ایکس خواستار آن شد که ایالات متحده به حملات ژوئن ۲۰۲۵ اسرائیل علیه ایران بپیوندد. او نوشت که «فرصت مناسبی برای نابود کردن توان هسته‌ای ایران» فراهم شده است و آمریکا باید به اسرائیل کمک کند این مأموریت را بدون اعزام نیروی زمینی به پایان برساند.

### سیاست در ایالات متحده
اکمن از حامیان دیرین حزب دموکرات (ایالات متحده) است و به نامزدها و نهادهای آن از جمله ریچارد بلومنتال، چاک شومر، رابرت منندز، کمیته ملی حزب دموکرات و کمیته کارزار سنای دموکرات‌ها کمک مالی کرده است.
او از مایکل بلومبرگ در انتخابات ریاست‌جمهوری ایالات متحده (۲۰۱۶) حمایت کرد. با این حال، در همان انتخابات به دونالد ترامپ رأی داد.
در سال ۲۰۲۴، اکمن از دین فیلیپس برای نامزدی دموکرات‌ها در انتخابات ریاست‌جمهوری حمایت کرد.
در ۱۵ ژانویه، فیلیپس احتمال انتصاب اکمن یا ایلان ماسک در دولت آینده را مطرح کرد.
پس از کنار رفتن فیلیپس، اکمن به کارزار رابرت اف. کندی جونیور کمک مالی کرد.
در آوریل ۲۰۲۴، اکمن اعلام کرد که دیگر از جو بایدن حمایت نمی‌کند و به دلیل «حمایت ناکافی بایدن از اسرائیل»، ممکن است به ترامپ رأی بدهد.
در ۱۴ ژوئیه ۲۰۲۴، اکمن در پی تلاش برای ترور دونالد ترامپ در پنسیلوانیا، به‌طور رسمی از ترامپ حمایت کرد.
در ۱۲ ژانویه ۲۰۲۴، در مصاحبه‌ای با شبکه سی‌ان‌بی‌سی، اکمن اعلام کرد که دیگر نمی‌خواهد عضو حزب دموکرات باشد و ترجیح می‌دهد به هیچ حزبی وابسته نباشد.
در ژوئیه ۲۰۲۵، در جریان برنامه‌ای از Turning Point USA با حضور تاکر کارلسن، مجری پیشین فاکس نیوز، دربارهٔ ثروت اکمن و مشارکت او در جامعه صحبت شد. اکمن با چندین پست در شبکه‌های اجتماعی به این اظهارات پاسخ داد و دربارهٔ پیشینه و مسیر موفقیت خود توضیح داد.